# Gauche Wood brit katonai temető
A Gauche Wood brit katonai temető (Gauche Wood Cemetery) egy első világháborús sírkert a franciaországi Villers-Guislain településtől egy kilométerre délkeletre; tervezője W. H. Cowlishaw volt. A temetőben az Egyesült Királyság 48 hősi halottja nyugszik. A temetőt 1918. október 6-7-én nyitották meg.

## Története
Villers-Guislaint 1917 áprilisában foglalták el a nemzetközösségi csapatok. A németek novemberben, a cambrai-i csata részeként visszafoglalták a települést. A városka november 30-án esett el, és a britek hiába próbálták visszafoglalni 1918. szeptember 30-áig. A településtől nyugatra eső erdőt, amelyről a sírkert a nevét kapta, 1917. december 1-jén foglalták el a britek, majd a dél-afrikai ezred védte meg 1918. március 21-én a német tavaszi offenzíva során.